# Kloster Tscherepisch

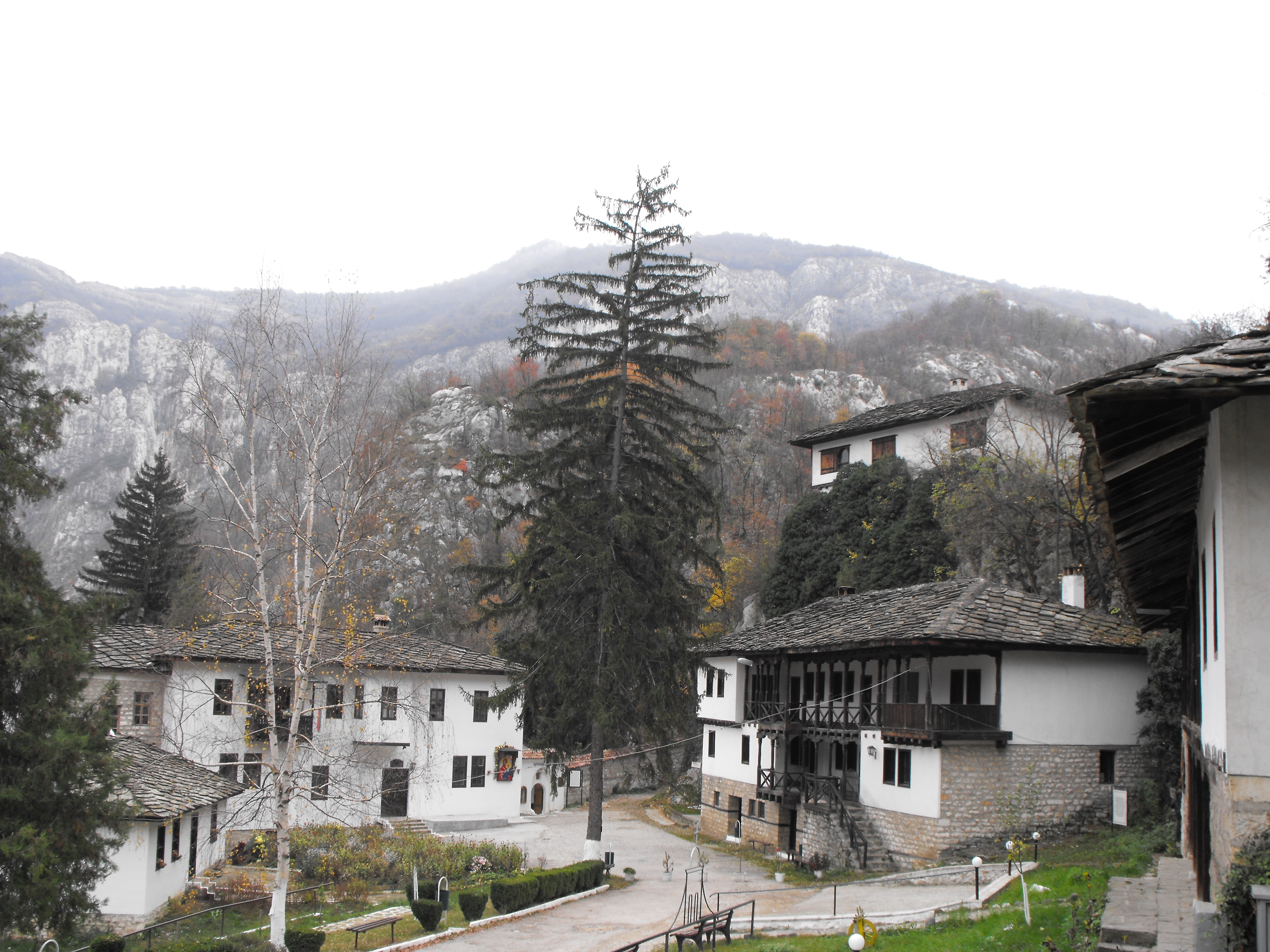
Gebäude des Klosters Tscherepisch

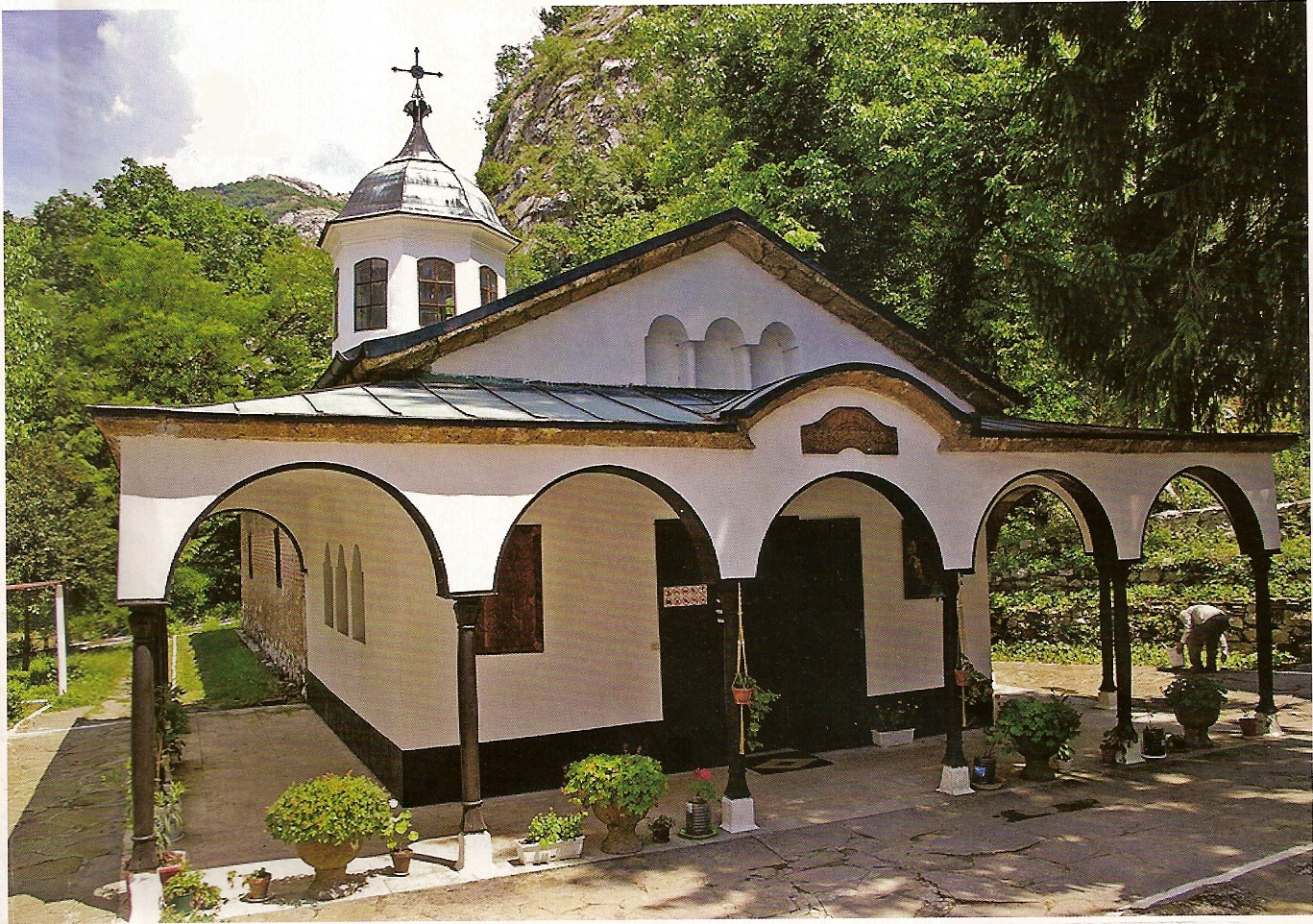
Die Klosterkirche

Das Kloster Tscherepisch (bulgarisch Черепишки манастир) förmlich Mariä Himmelfahrt, bzw. Mariä Aufnahme in den Himmel oder Hl. Mariä Himmelfahrt (bulgarisch Успение Богородично Uspenie Bogoroditschno), ist ein bulgarisch-orthodoxes Kloster in Nordbulgarien. Es zählt zu den größten bulgarischen Klöstern und ist der Diözese von Wraza unterstellt.
Am 20. September 1950 entschied die Bulgarische Kommunistische Partei (BKP) die Zusammenlegung der Geistlichen Akademien von Sofia und Plowdiw. Als Sitz der zusammengelegten Akademie wurde der Bahnhof Tscherepisch, nahe dem Tscherepisch-Kloster zugewiesen.

## Lage
Das Kloster Tscherepisch befindet sich im Balkangebirge und liegt in der Schlucht des Flusses Iskar, ca. 40 km südöstlich von Wraza und ca. 60 km nördlich von der bulgarischen Hauptstadt Sofia. Unweit vom Kloster befindet sich der gleichnamige Bahnhof an der Bahnstrecke Sofia–Mesdra–(Warna)  und das gleichnamige Dorf.